# Гідроплан

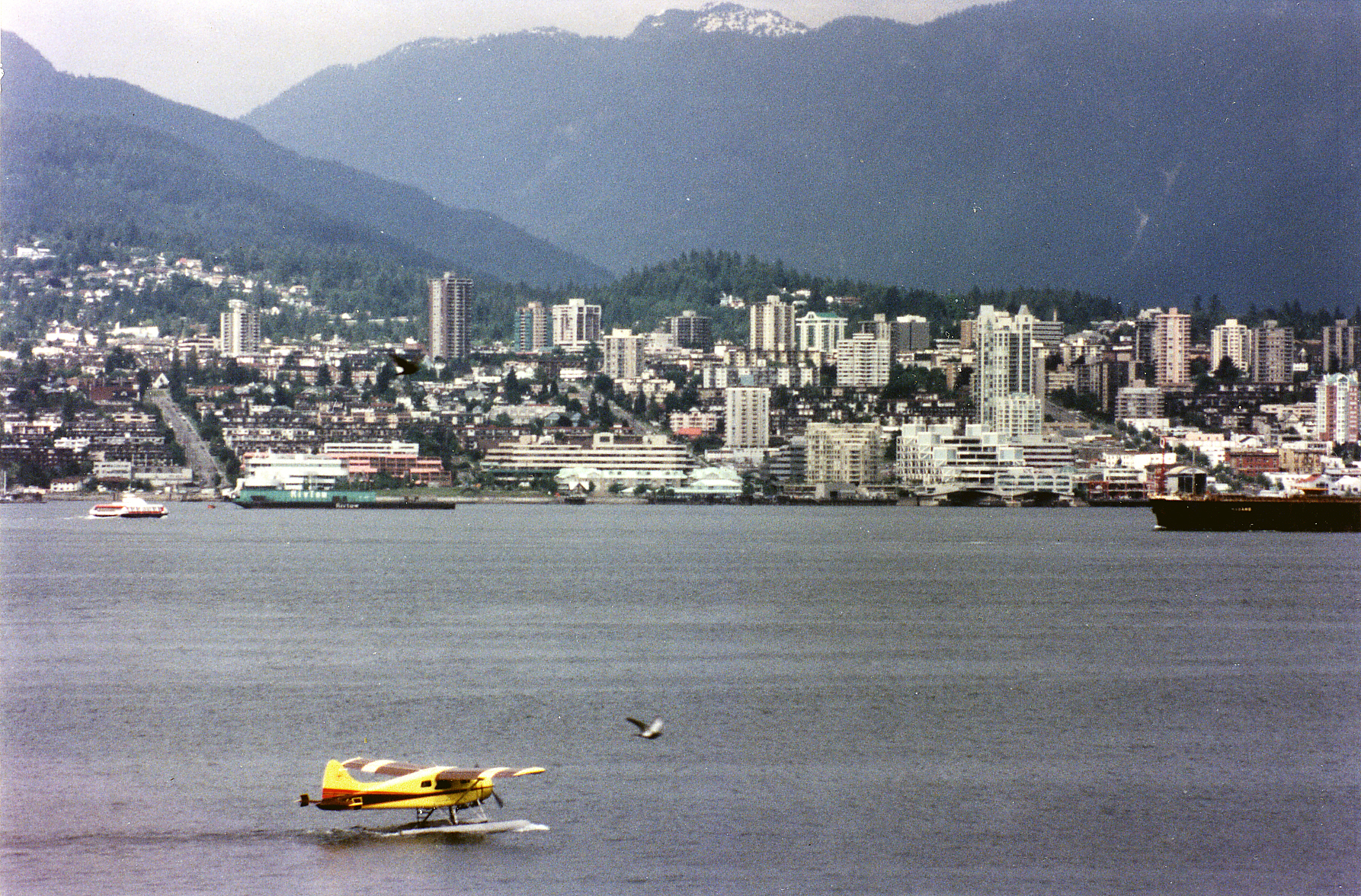
Пасажирський гідроплан сідає на воду у Ванкувері, Канада

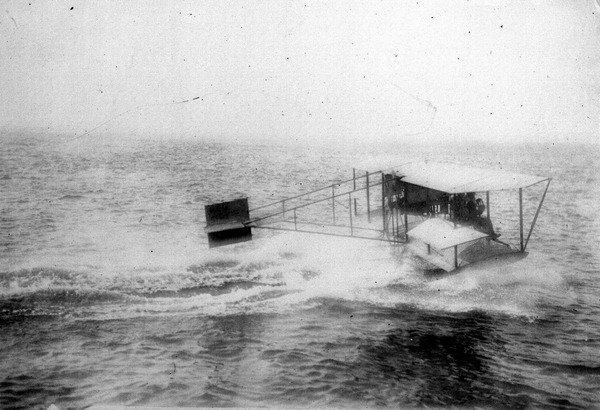
Curtiss A-1 seaplane in 1911

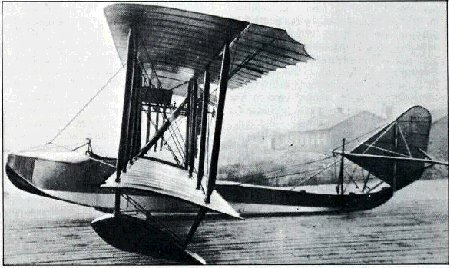
Літак Григоровича М-5

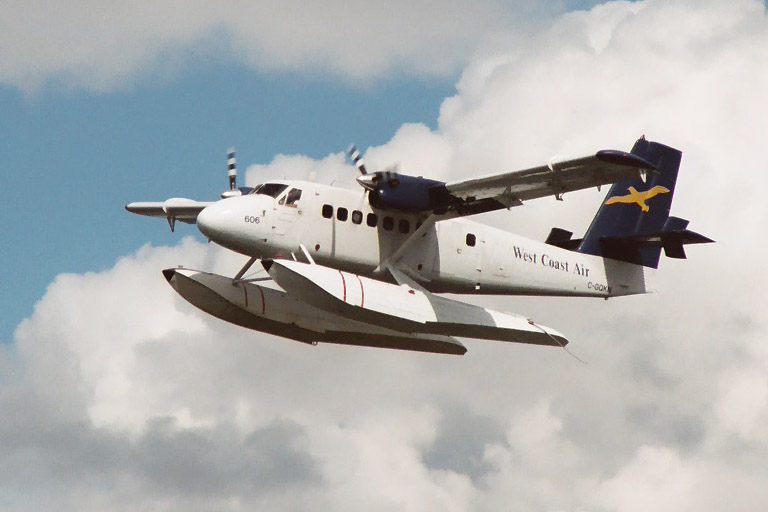
Гідроплан Авіаліній Західного Берега виробництва компанії «Хевіленд Канада» (West Coast Air De Havilland Canada DHC-6 Twin Otter floatplane) Ванкувер, Канада

Гідропла́н (гідролітáк) — літальний апарат, який може злітати і приземлятися (сідати) на поверхню води. Існує два типи гідролітаків - поплавковий гідролітак та летючий човен.

## Історія
Перший гідролітак, що реально літав, був створений американцем Кертісом в 1909 році і був сухопутним аеропланом, встановленим на поплавці. 
Перші змагання гідропланів відбулися в Монако в березні 1912 року, в них брали участь літаки Фабре, Кертісса, Тельє та Фармана.
В міжвоєнний період був створений гідроавіалайнер Dornier Do X, щоправда, регулярних рейсів він так і не робив.
Надалі гідроплани бурхливо розвивалися і досягли своєї золотої доби в 30-40 роки ХХ століття. З розвитком реактивної авіації гідролітаки були витиснені в свою екологічну нішу у зв'язку з нижчими економічними показниками і обмеженнями за швидкістю.

## Використання військових гідролітаків
У Першу світову війну почалося військове застосування гідропланів. На озброєнні антанти були Curtiss H-4, Curtiss H-12, Felixstowe F.2, Felixstowe F.3, FBA (Franco-British Aviation) тощо. Троїстий союз використовував Macchi M.5, Hansa-Brandenburg GW, Hansa-Brandenburg W.12, Lohner E, Lohner L.
Дмитро Григорович сконструював літаючі човни М-5 і М-9. М-5 мав швидкість 128 км/год, стелю висоти — чотири тисячі метрів, тривалість польоту — п'ять годин. М-5 не мав озброєння — гідролітак використовувався для повітряної розвідки, коректуванням артилерійського вогню важкої артилерії з лінійних кораблів. М-9 (з 1916 року), мав озброєні кулемет, міг брати на борт і бомби. Повітряний стрілець розташовувався з кулеметом в носовій частині. У основній кабіні льотчик пілотував машину, а бортмеханік, сидячи поряд з ним, скидав бомби. Їх підвішували під площинами (крилами) на затисках, сполучених з кабіною приводом-тросом.
Під час Другої світової війни бойові гідролітаки нерідко озброювалися торпедами. Одним з наймасовіших гідролітаків цього періоду був Consolidated PBY Catalina.
Найбільшим у світі гідролітаком є літак «Hawaii Mars», який був створений під час Другої світової війни. Сточатку його використовували, як патрульний бомбардувальник для ВМС США, після завершення війни він перевозив пасажирів між Гавайськими островами та материком, а з 2007 до 2015 року він допомагав боротися з лісовими пожежами у Британській Колумбії. 12 серпня 2024 року цей велетень з 35-метровим фюзеляжем та 61-метровим розмахом крил вирушив у свій останній шлях до нового дому, а саме — Музею авіації Британської Колумбії.
До появи реактивної авіації, великі підводні човни іноді оснащувалися невеликими доладними гідролітаками, зазвичай в розвідувальних цілях. Винятком був японський проєкт «Seiran» в рамках якого було побудовано кілька підводних авіаносців, що несуть на борту декілька бойових гідролітаків (у бій вони так і не вступили у зв'язку із закінченням другої світової війни).

## Типи
Розрізняють такі типи гідропланів:
- Поплавковий гідролітак — звичайний або спеціально збудований літак, на якому закріплені один, два або і більше поплавків для стоянки і пересування по поверхні води.
- Літаючий човен — літак, нижня частина фюзеляжу якого виготовлена у виді човна, пристосованого для швидкого пересування по поверхні води.

Іноді до гідропланів також відносять:
- Літак-амфібія — літак, будь-якого з двох вищенаведених типів, на якому встановлено сухопутне шасі для посадки на тверду поверхню, чи шасі, здатне утримувати літак на будь-якій поверхні, наприклад повітряна подушка.
- Літаючий підводний човен — літальний апарат, здатний сідати на воду і пересуватись в підводному положенні.